# Moravskoslezská fotbalová liga 2013/2014
V soubojích 23. ročníku Moravskoslezské fotbalové ligy 2013/14 se utkalo 16 týmů každý s každým dvoukolovým systémem podzim–jaro. Tento ročník začal v sobotu 10. srpna 2013 úvodními čtyřmi zápasy 1. kola a skončil v pátek 13. června 2014 zbývajícími dvěma zápasy 30. kola.
Vítězné mužstvo se po roce vrátilo do II. ligy. Poslední tým tabulky sestoupil do Divize D 2014/15. Po konci ročníku se z finančních důvodů odhlásil tým FK Mikulovice, který se přihlásil pouze do Okresního přeboru Jesenicka.

## Kontroverzní novinky
V tomto ročníku byly ve 3. (MSFL a ČFL) a 4. (Divize A-E) nejvyšší soutěže zavedeny kontroverzní novinky, jejichž autorem byl Roman Berbr. Bylo možné využít 5 střídání (do té doby 3), toto se však neosvědčilo, neboť změna vedla jen ke zdržování a kouskování hry (především ve druhých poločasech a na jejich koncích). Dále pak hráč, který musel být ošetřen, mohl do hry zasáhnout až po třech minutách a nikoli ihned po ošetření.

## Nové týmy v sezoně 2013/14
- Ze II. ligy 2012/13 sestoupila do MSFL mužstva SFC Opava a 1. HFK Olomouc.
- Z Divize D 2012/13 postoupilo vítězné mužstvo HFK Třebíč a z Divize E 2012/13 postoupilo vítězné mužstvo FK Mikulovice.

## Nejlepší střelec
Nejlepším střelcem ročníku se stal hlučínský útočník Martin Hanus, který soupeřům nastřílel 15 branek ve 30 zápasech.

## Konečná tabulka
Zdroj: 
| Poř. | Tým                        | Z  | V  | R  | P  | VG | OG | B  |
| ---- | -------------------------- | -- | -- | -- | -- | -- | -- | -- |
| 1.   | SFC Opava (S)              | 30 | 18 | 8  | 4  | 48 | 21 | 62 |
| 2.   | SK Sigma Olomouc „B“       | 30 | 17 | 6  | 7  | 57 | 31 | 57 |
| 3.   | 1. SK Prostějov            | 30 | 15 | 6  | 9  | 53 | 41 | 51 |
| 4.   | SK Spartak Hulín           | 30 | 14 | 6  | 10 | 44 | 34 | 48 |
| 5.   | SK Sulko Zábřeh            | 30 | 13 | 9  | 8  | 44 | 35 | 48 |
| 6.   | HFK Třebíč (N)             | 30 | 12 | 9  | 9  | 29 | 28 | 45 |
| 7.   | 1. FC Slovácko „B“         | 30 | 12 | 9  | 9  | 40 | 39 | 45 |
| 8.   | SK Uničov                  | 30 | 10 | 8  | 12 | 39 | 38 | 38 |
| 9.   | FK Slavia Orlová-Lutyně    | 30 | 9  | 11 | 10 | 31 | 32 | 38 |
| 10.  | 1. HFK Olomouc (S)         | 30 | 10 | 8  | 12 | 39 | 35 | 38 |
| 11.  | FC Hlučín                  | 30 | 10 | 6  | 14 | 33 | 42 | 36 |
| 12.  | FK Mikulovice (N)          | 30 | 9  | 7  | 14 | 33 | 53 | 34 |
| 13.  | FC Fastav Zlín „B“         | 30 | 8  | 10 | 12 | 39 | 49 | 34 |
| 14.  | SK Hanácká Slavia Kroměříž | 30 | 8  | 9  | 13 | 42 | 38 | 33 |
| 15.  | MSK Břeclav                | 30 | 7  | 7  | 16 | 25 | 46 | 28 |
| 16.  | FC ŽĎAS Žďár nad Sázavou   | 30 | 6  | 5  | 19 | 31 | 65 | 23 |

Poznámky:
- Z = Odehrané zápasy; V = Vítězství; R = Remízy; P = Prohry; VG = Vstřelené góly; OG = Obdržené góly; B = Body; (S) = Mužstvo sestoupivší z vyšší soutěže; (N) = Mužstvo postoupivší z nižší soutěže (nováček)
- O pořadí na 4. a 5. místě rozhodla bilance vzájemných zápasů: Hulín – Zábřeh 4:0, Zábřeh – Hulín 4:3
- O pořadí na 6. a 7. místě rozhodla bilance vzájemných zápasů: Třebíč – Slovácko B 0:1, Slovácko B – Třebíč 0:2
- O pořadí na 8. až 10. místě rozhodla minitabulka vzájemných zápasů.
- O pořadí na 12. a 13. místě rozhodla bilance vzájemných zápasů: Mikulovice – Zlín B 3:1, Zlín B – Mikulovice 2:1

|  | Postup do II. ligy 2014/15                       |
|  | Přihláška do Okresního přeboru Jesenicka 2014/15 |
|  | Sestup do Divize D 2014/15                       |

## Soupisky mužstev

### SFC Opava
Lukáš Godula (7/0/4),
David Hampel (10/0/5),
Josef Květon (13/0/9) –
Olin Bartozel (4/0),
Tomáš Binar (6/1),
Josef Dvorník (26/1),
Ondřej Ficek (1/0),
Radim Grussmann (20/3),
Luboš Horka (15/1),
Michal Hoza (1/0),
Matěj Hrabina (28/0),
Václav Jurečka (25/0),
Miroslav Keresteš (15/0),
Tomáš Komenda (28/4),
Radovan Lokša (4/0),
František Metelka (28/6),
Tomáš Mrázek (13/3),
Jakub Můčka (1/0),
Petr Nekuda (29/13),
Radek Němec (5/0),
Martin Neubert (7/0),
Tomáš Polách (14/2),
Lumír Sedláček (21/1),
Jan Schaffartzik (29/7),
František Schneider (5/0),
Martin Skřehot (12/0),
Jakub Swiech (9/0),
Martin Švec (16/0),
Petr Vavřík (14/0),
Robin Wirth (25/5) –
trenér Jan Baránek

## Výsledky
|                            | MIK | OLO | ZNS | BRE | UNI | TRE | KRO | HFK | ZLI | SLO | ZAB | PRO | HUL | HLU | OPA | ORL |
| -------------------------- | --- | --- | --- | --- | --- | --- | --- | --- | --- | --- | --- | --- | --- | --- | --- | --- |
| FK Mikulovice              | —   | 0:2 | 1:1 | 1:1 | 3:2 | 0:2 | 1:1 | 1:0 | 3:1 | 1:4 | 1:0 | 2:1 | 0:2 | 0:1 | 0:2 | 2:0 |
| SK Sigma Olomouc „B“       | 5:1 | —   | 3:0 | 1:0 | 2:1 | 2:2 | 4:0 | 4:1 | 1:1 | 5:0 | 2:1 | 3:2 | 3:1 | 2:0 | 4:1 | 1:1 |
| FC ŽĎAS Žďár nad Sázavou   | 3:2 | 1:1 | —   | 2:1 | 0:2 | 1:3 | 0:6 | 0:2 | 2:0 | 0:2 | 1:2 | 1:1 | 3:4 | 2:2 | 0:2 | 2:0 |
| MSK Břeclav                | 1:3 | 1:3 | 2:2 | —   | 2:0 | 0:0 | 2:0 | 1:4 | 2:2 | 1:0 | 0:3 | 0:2 | 0:2 | 2:1 | 1:2 | 1:0 |
| SK Uničov                  | 2:1 | 3:0 | 3:0 | 1:0 | —   | 1:1 | 1:2 | 2:1 | 2:3 | 0:0 | 1:2 | 2:1 | 0:1 | 3:1 | 0:1 | 2:2 |
| HFK Třebíč                 | 1:1 | 2:1 | 0:1 | 1:0 | 1:1 | —   | 2:0 | 1:1 | 1:0 | 0:1 | 1:2 | 1:3 | 1:0 | 1:0 | 0:1 | 1:0 |
| SK Hanácká Slavia Kroměříž | 0:1 | 0:1 | 2:1 | 6:0 | 1:1 | 0:1 | —   | 1:4 | 4:2 | 1:2 | 2:2 | 2:2 | 0:0 | 5:0 | 3:1 | 1:1 |
| 1. HFK Olomouc             | 3:3 | 0:2 | 3:1 | 1:0 | 0:2 | 1:0 | 0:0 | —   | 0:1 | 0:0 | 0:0 | 0:1 | 3:2 | 2:0 | 0:1 | 2:0 |
| FC Fastav Zlín „B“         | 2:1 | 3:1 | 4:1 | 3:2 | 1:1 | 0:0 | 0:2 | 2:2 | —   | 1:1 | 1:3 | 0:4 | 3:1 | 2:3 | 0:0 | 1:1 |
| 1. FC Slovácko „B“         | 3:0 | 2:1 | 4:2 | 2:1 | 1:3 | 0:2 | 1:0 | 2:2 | 2:0 | —   | 2:0 | 2:2 | 4:1 | 1:1 | 0:0 | 0:1 |
| SK Sulko Zábřeh            | 1:1 | 3:0 | 2:0 | 1:2 | 1:1 | 0:0 | 2:1 | 2:1 | 1:1 | 1:0 | —   | 3:0 | 4:3 | 2:0 | 0:1 | 0:0 |
| 1. SK Prostějov            | 1:2 | 2:1 | 1:2 | 1:1 | 3:1 | 3:1 | 2:1 | 0:5 | 3:4 | 2:2 | 3:2 | —   | 3:0 | 2:1 | 1:1 | 3:0 |
| SK Spartak Hulín           | 0:0 | 0:0 | 2:0 | 0:0 | 2:0 | 0:1 | 2:0 | 1:0 | 1:1 | 3:0 | 4:0 | 0:2 | —   | 4:1 | 1:0 | 1:1 |
| FC Hlučín                  | 3:0 | 1:0 | 2:0 | 0:1 | 1:1 | 1:1 | 1:0 | 1:0 | 1:0 | 1:1 | 3:1 | 0:1 | 2:3 | —   | 1:1 | 3:1 |
| SFC Opava                  | 4:0 | 0:1 | 5:2 | 2:0 | 3:0 | 5:0 | 1:1 | 1:1 | 1:0 | 1:0 | 2:2 | 1:0 | 2:1 | 2:1 | —   | 3:0 |
| FK Slavia Orlová-Lutyně    | 4:1 | 1:1 | 1:0 | 0:0 | 1:0 | 2:1 | 0:0 | 3:0 | 2:0 | 6:1 | 1:1 | 0:1 | 0:2 | 1:0 | 1:1 | —   |